# Sumner Paine
Sumner Paine (13 de mayo de 1868-18 de abril de 1904) fue un tirador estadounidense. Participó junto a su hermano en los Juegos Olímpicos de Atenas 1896.

## Atenas 1896
Paine participó en tres eventos de tiro en estos Juegos Olímpicos de 1896. Él estaba con su hermano menor, John, descalificado de Pistola de Tiro Rápido 25 m debido a que sus armas no eran del tamaño correcto.
Los hermanos Paine utilizaban revólveres tipo Samuel Colt en los ensayos de la pistola. Estas armas fueron superiores a las utilizadas por sus adversarios y los dos hermanos tuvieron pocas dificultades para ganar los dos primeros lugares de tiro con pistola 25 m. Sumner terminó en segundo lugar con 380 puntos en 23 disparos (30 disparos) John detrás con 442 puntos en 25 rondas. El competidor más cercano sólo se limita a 205 puntos.
Sumner ganó el título en la prueba 50 m libre con 442 puntos (el mismo total que su hermano resistente a 25 m). Se dio cuenta de repente que la puntuación menor (24). Su segunda sólo esta vez de 285 puntos, mientras que su hermano, ya titulado, no se alineó en este evento.